# 龙街街道
龙街街道，是中华人民共和国云南省玉溪市澄江市下辖的一个街道办事处。

## 行政区划
龙街街道下辖以下地区：
龙街社区、万海社区、广龙社区、尖山社区、养白牛社区、立昌社区、双树社区、左所社区、高西社区、华光社区、忠窑社区、梁王社区、提古社区和禄充社区。